# Калтаев, Байдильда
Байдильда Калтаев (каз. Байділда Қалтаев; 17 февраля 1911, Карасайский район, Алматинская область — 7 февраля 1979, Алма-Ата) — народный артист Казахской ССР (1969).

## Биография
Происходит из рода таракты племени аргын.
Участник Великой Отечественной войны.
Окончил студию при Казахском театре драмы (Алматы, 1935).
С 1935—1937 годы работал в Казахском театре драмы, в 1937—1942 годах в Семипалатинском областном музыкально-драматическом театре, в 1946—1950 в Кызылординском областном драматическом театре, с 1950 — в Казахском театре для детей и юношества в Алматы.
Известные роли: Абыз («Енлик—Кебек» М. О. Ауэзова), Амангельды (в одноимённой драме Г. М. Мусрепова), Ыбырай («Ыбырай Алтынсарин» М. Б. Ахинжанова), Кунанбай («Молодой Абай» Ш. К. Айманова) и др.
Творчеству Калтаева присущи естественность, жизненность и глубокое раскрытие психологии переживаний героев.